# Ann Zane Shanks
Ann Zane Shanks (* 1927 in Brooklyn, New York; 11. Mai 2015 in Sheffield, Massachusetts) war eine US-amerikanische Fotografin, Autorin, Film- und Theaterproduzentin und Regisseurin. Sie war Mitglied der New York Photo League. Die Photo League war eine Organisation von Fotografen in New York, die sich der Dokumentation des Lebens in den Arbeitervierteln widmete. Sie wurde 1936 gegründet und bot ihren Mitgliedern Schulungen, Ausstellungsräume und eine Plattform für den Austausch über soziale und kreative Themen. Die Photo League wurde 1951 aufgelöst, nachdem sie während der McCarthy-Ära auf die schwarze Liste des US-Justizministeriums gesetzt worden war. Die Photo League spielte eine wichtige Rolle bei der Entwicklung der sozialdokumentarischen Fotografie in den USA.

## Leben
Ann Zane Shanks strebte ursprünglich eine Karriere als Schauspielerin an, bevor sie sich der Fotografie zuwandte. Sie nahm Unterricht bei dem bekannten Fotojournalisten Dan Weiner an der Photo League und erhielt ein Stipendium für Alexei Brodovichs legendären Fotokurs. 1955 wurden ihre Fotografien der bald abgerissenen Third Avenue Elevated Line im Museum of the City of New York ausgestellt. Ihre Arbeiten erschienen regelmäßig in nationalen Magazinen wie Esquire und Woman’s Day sowie in Publikationen von Wohltätigkeits- und Regierungsorganisationen. 1973 veröffentlichte Shanks das Buch About Garbage and Stuff (1973), ein Pionierwerk für junge Erwachsene zum Thema Recycling. Weitere Bücher folgten, darunter Old is What You Get (1976) und Busted Lives: Dialogues with Kids in Jail (1982).  
In den 1970er Jahren erweiterte Ann Zane Shanks ihr Schaffen um Filmproduktionen. Sie produzierte und inszenierte die halbstündige Fernsehserie American Life Style (1971–1982), die in 150 Ländern ausgestrahlt wurde. Zu ihren weiteren Arbeiten zählen die Emmy-nominierten Programme Drop Out Father mit Dick Van Dyke (CBS, 1982) und A Day in the Country: Impressionism and the French Landscape, erzählt von Kirk Douglas (PBS, 1984). Insgesamt wurde Ann Zane Shanks mit 27 Filmpreisen ausgezeichnet. In den 1980er Jahren wandte sie sich dem Theater zu und produzierte 1986 das Broadwaystück Lillian mit Zoe Caldwell und 1989 die Off-Broadway-Produktion S.J. Perelman in Person mit Lewis Stadlen.

## Werk
Ann Zane Shanks’ fotografisches Werk zeichnet sich durch die Dokumentation urbanen Lebens und sozialer Themen aus. Ihre Fotografien wurden in renommierten Museen wie dem Metropolitan Museum of Art und dem Museum of Modern Art ausgestellt. Sie ist auch als Fotojournalistin tätig und ihre Arbeiten wurden in verschiedenen Magazinen veröffentlicht. Ihre Bücher behandeln Themen wie Recycling, das Altern und die Erfahrungen von Jugendlichen im Strafvollzug, oft begleitet von ihren eigenen Fotografien. Ann Zane Shanks hat Stars wie Barbra Streisand, Lena Horne, Billie Holiday, Jason Robards und John Wayne fotografiert.